# Signe Pierce
Signe Pierce (* 1988 in Tucson) ist eine US-amerikanische Künstlerin, die multimedial in den Bereichen Performance, Fotografie, Video und digitale Kunst arbeitet.  Sie lebt und arbeitet in New York.

## Werk
Signe Pierce untersucht unter Einbindung sozialer Medien die gegenwärtige gesellschaftliche und politische Wirklichkeit im Hinblick auf ihre Affekthaftigkeit. Auf radikale Weise setzt sie dabei den eigenen Körper und die eigene Identität als Medium und Projektionsfläche ein. Immer öfter wird sie in einen Kontext feministischer Performancekunst, wie sie seit Beginn der 1970er Jahre von Künstlerinnen wie Valie Export, Nan Goldin, Cindy Sherman oder Marina Abramović initiiert wurde, genannt. Sie kehrt das massenmediale Bild der Frau im Fokus des männlichen Blicks in eine selbstreflexive und selbstbewusste Geste um, die sie als hyperfeminin bezeichnet.
Sie landete einen Viralhit mit dem Video "American Reflexxx", das ihre Partnerin Alli Coates drehte. Die Künstlerin hinterfragt in der Performance, was passiert, wenn man einen sexualisierten Körper, der uns in den Medien in großem Umfang dargestellt wird, auf die offene Straße stellt. In dem Video der Performance wird Signe Pierce schließlich von einem Mob verfolgt und attackiert.
Im Januar 2018 eröffnete sie mit einer Performance zwischen digitalem Alter Ego der „Big Sister“ und realem Selbst die Ausstellung "Virtual Normality – Netzkünstlerinnen 2.0" im Museum der bildenden Künste Leipzig.
Sie selbst sagt in Kunstforum International: "Im Kontext meiner künstlerischen Arbeit habe ich mich ganz bewusst dazu entschieden, mein Gewicht zu reduzieren, meine Haare zu blondieren und eine innerhalb der Massenmedien praktizierte Ausbeutung und schamlose Reduktion der weiblichen Form zum Sexualobjekt zu spiegeln und zu karikieren.(...) Ich benutze meinen Körper dazu, Aspekte der Wahrnehmung von Frauen auf eine Weise zu untersuchen, die ich keinem anderen Menschen zumuten würde."

## Ausbildung
- 2011 Abschluss ihres Studiums der Bildenden Künste an der B.F.A. School of Visual Arts, New York

## Einzelausstellungen (Auswahl)
- 2018 Tesseract, Times Square Space, New York
- 2018 Metamirrorism, Annka Kultys Gallery, London
- 2017 Faux Realities, Annka Kultys Gallery, London
- 2017 Virtual Normality, Galerie Nathalie Halgand, Wien
- 2016 #10: Make America Great Again (Performance), Museum of Modern Art, New York
- 2015 Simulational Aesthetics (Performance), Palais de Tokyo, Paris[7]

## Gruppenausstellungen (Auswahl)
- 2019 DIGITAL, e.artis contemporary, Chemnitz
- 2018 Virtual Normality. Women Net Artists 2.0, Museum der bildenden Künste Leipzig
- 2018 ONE YEAR OF RESISTANCE, The Untitled Space, New York
- 2017 SECRET GARDEN: The Female Gaze on Erotica, The Untitled Space, New York
- 2016 Love 2016, Leroy Neiman Gallery, New York
- 2016 Just Give Me a Happy Middle, Castor Gallery, New York